# Podlëdnye Gory Vernadskogo
Die Podlëdnye Gory Vernadskogo (englische Transkription von russisch Подлёдные Горы Вернадского Podljodnye Gory Wernadskowo, deutsch ‚Subglaziale Wernadskiberge‘) sind eine Gebirgsgruppe tief im Süden des ostantarktischen Mac-Robertson-Lands. Sie ist überdeckt vom Antarktischen Eisschild.
Russische Wissenschaftler benannten sie. Wahrscheinlicher Namensgeber ist der russische Geologe Wladimir Iwanowitsch Wernadski (1863–1945).